# Laberinto de pasiones
Laberinto de pasiones (bra: Labirinto de Paixões; prt: Labirinto de Paixão) é um filme espanhol de 1982, uma comédia dirigido por Pedro Almodóvar.

## Sinopse
O filme começa em Madri, na década de 1980 e aborda uma história de amor entre uma jovem ninfomaníaca e o filho de um imperador árabe.